# Patrick Holt
Patrick Holt, de son vrai nom Patrick G. Parsons, né le 31 janvier 1912 à Cheltenham et mort le 12 octobre 1993 à Londres, est un acteur britannique.

## Filmographie partielle
- 1948 : Le Mystère du camp 27 (Portrait from Life) de Terence Fisher
- 1949 : Marry Me! de Terence Fisher
- 1956 : Stolen Assignment de Terence Fisher
- 1956 : The Gelignite Gang de Francis Searle et Terence Fisher
- 1960 : Un compte à régler (The Challenge) de John Gilling
- 1968 : Les requins volent bas (Hammerhead)
- 1990 : Strike It Rich de James Scott (en)